# دوسر (خسرو أباد)
دوسر (بالفارسية: دوسر) هي قرية تقع في إيران في قسم خسرو أباد الريفي. يقدر عدد سكانها بـ 91 نسمة بحسب إحصاء 2016.